# Molenbeek-Saint-Jean
Molenbeek-Saint-Jean (franciául) vagy Sint-Jan-Molenbeek (hollandul) egyike a belgiumi, Brüsszel fővárosi régiót alkotó 19 alapfokú közigazgatási egységnek, községnek. 2010-ben lakossága 88181 fő volt, területe 5,89 km², népsűrűsége 14971 fő/km².

## Földrajzi elhelyezkedése
A kerület a Brüsszel fővárosi régió északnyugati részén található, szomszédai észak felől Berchem-Sainte-Agathe, Koekelberg és Jette, keleten Brüsszel, délen pedig Anderlecht.

## Története

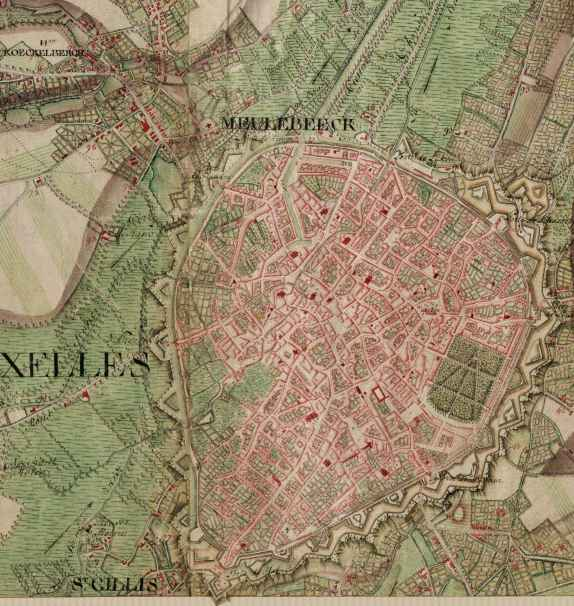
Brüsszel egy 18. századi térképen, amelynek bal felső részén látható Molenbeek település

A kerület neve a holland molen (malom) és beek (patak) szavakból ered, ami eredetileg a helyi vízfolyást jelölte, majd később, kb. 985 körül, már a malom környékén kinövő településre is kezdték használni. A középkorban Molenbeek nevezetessége Szent Gertrúd csodatévő kútja, mely a zarándokok kedvelt célpontja volt.
A 13. század során a falu Brüsszel városhoz tartozott és sok, korábban ide tartozó földterületet Brüsszel szerzett meg. 1578-ban lebontották a falu templomát és nem is helyettesítették, ami további hanyatláshoz vezetett, a 18. század végéig lényegében földművelésből élő falu maradt.
A 18. század végén a Brüsszel-Charleroi csatorna megépítése hozott nagy változást, Molenbeek kereskedelmi és ipari jelentősége megnőtt, a lakossággal együtt. 1875-ben a település visszanyerte önállóságát. A helyi munkalehetőségek számos munkást vonzottak ide, először Belgium más részeiből, majd Franciaországból, később Európa déli részéről és napjainkban Kelet-Európából és Észak-Afrikából. A település lakossága folyamatosan nőtt a 19. század során, ami igen zsúfolt lakónegyedekhez, rossz életkörülményekhez vezetett.
A várost ekkor "Kis-Manchester" néven emlegették, mivel lakói olyan szegénységben és nyomorúságban éltek, mint az angol nagyvárosban. Amikor Brüsszel a csatorna kikötői részét saját területéhez csatolta, elkezdődött Molenbeek hanyatlása. Az első világháború után a folyamat felgyorsult, különösen a nagy gazdasági világválság alatt, rengeteg ember vesztette el a munkáját, süllyedt szegénységbe. A különféle fejlesztési programok ellenére az egyik legszegényebb brüsszeli kerületnek számít ma is, ahol a munkanélküliség eléri a 30%-ot.

## Lakosság
A Belgiumból, Franciaországból, Európa déli és keleti részéből érkező bevándorlók után jelentős muszlim közösség, elsősorban törökök és marokkóiak telepedtek meg Molenbeekben. A muszlimok jelenléte a kerület központjában jól látható, (boltok, kávéházak, üzletek) és két mecsetet is építettek a közösség számára.

## Látnivalók

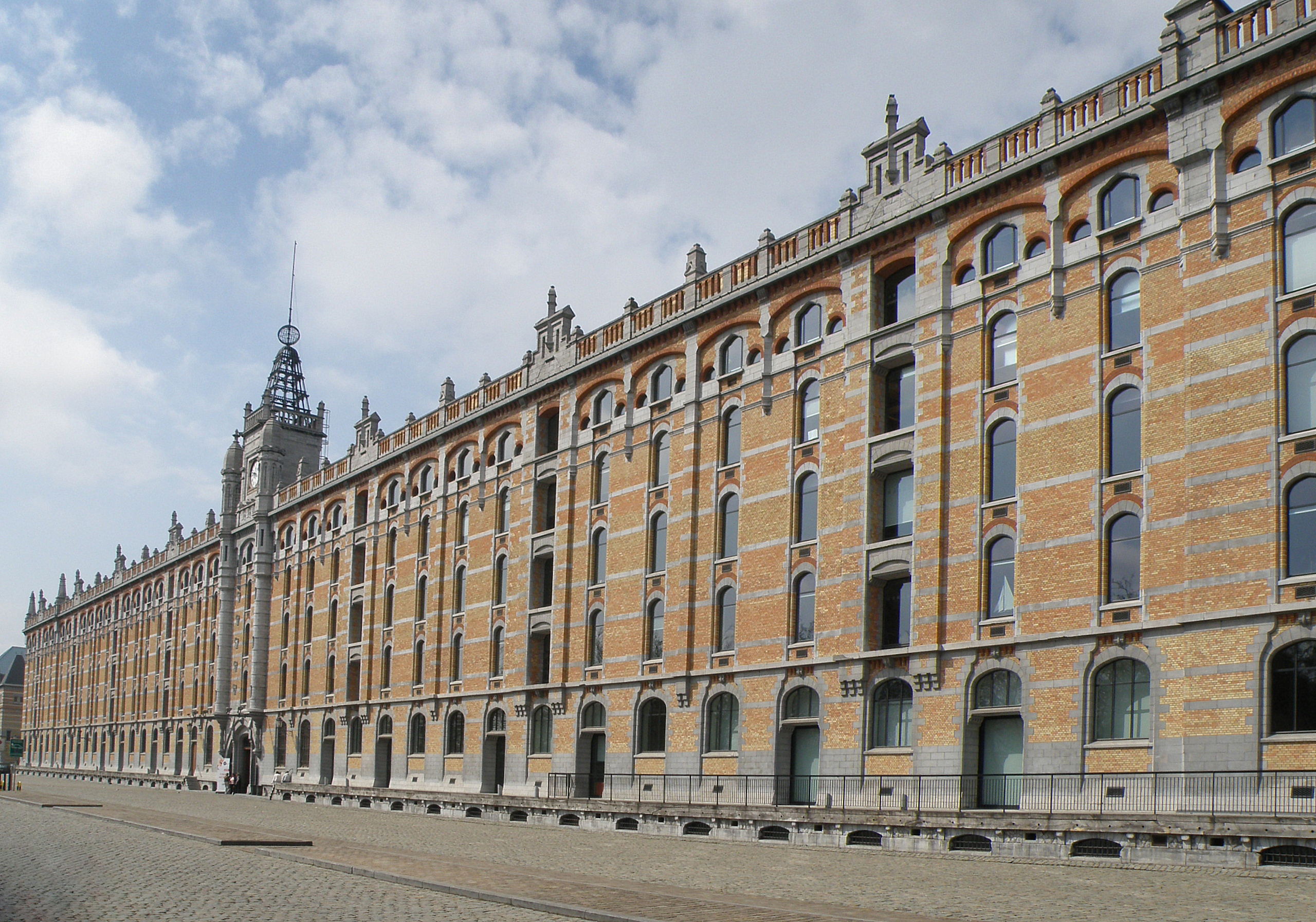
A Tour & Taxis épülete

- Számos régi gyárépületet újítottak fel és alakítottak át lakóházakká, apartmanokká vagy valamilyen közösségi célra. Egyik közülük a Raffinerie, egy régi cukorfinomító, amely ma mint kulturális és modern táncközpont működik. A Fonderie, régen öntöde, ma ipari múzeum. A Bottelarij, korábban palackozóüzem volt, 1999–2004 között a Királyi Flamand Színház (Koninklijke Vlaamse Schouwburg ) kapott itt otthont, amíg a belvárosban lévő színházukat felújították.[2]
- A Tour & Taxis épület és környéke (korábban a Thur und Taxis postavállalat egyik állomása) rezidenciális, kulturális és kereskedelmi tevékenységeknek ad ma otthont.
- A Karreveld kastélyt ma főleg kulturális rendezvényekre veszik igénybe, de időnként az önkormányzat is itt tartja üléseit.
- "Scheutbos" regionális park.

## Híres emberek
- Toots Thielemans, jazz-zenész (szül. 1922)
- Philippe Moureaux, politikus, polgármester, és a Université Libre de Bruxelles egyetem közgazdaságtan professzora (szül. 1939)
- Thierry Zéno, író-rendező (b. 1950)
- Zeynep Sever, Miss Belgium 2008

## Testvérvárosai
- Marokkó: Oujda
- Franciaország: Levallois-Perret

## További képek

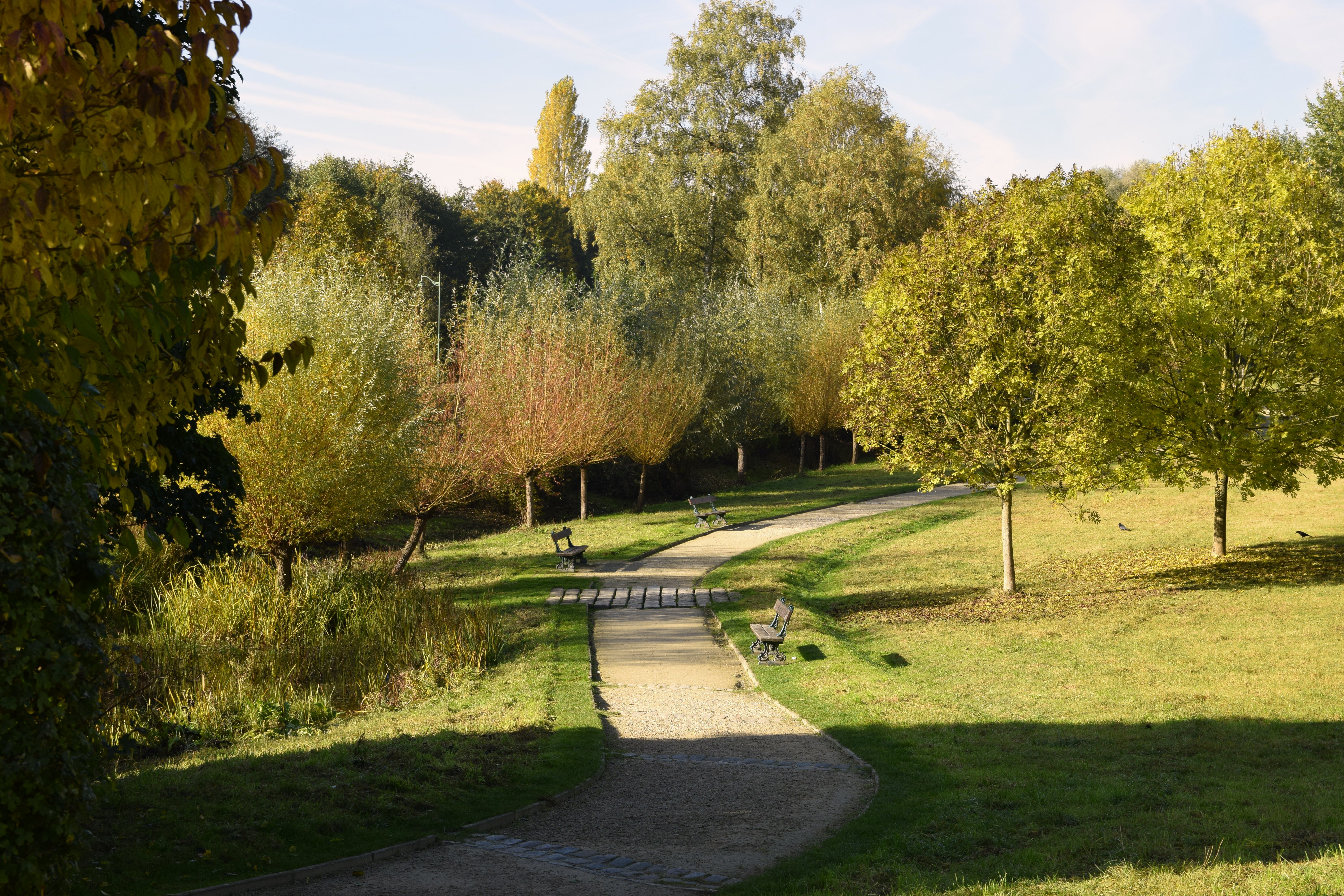
A Molenbeek völgyében található Scheutbos park
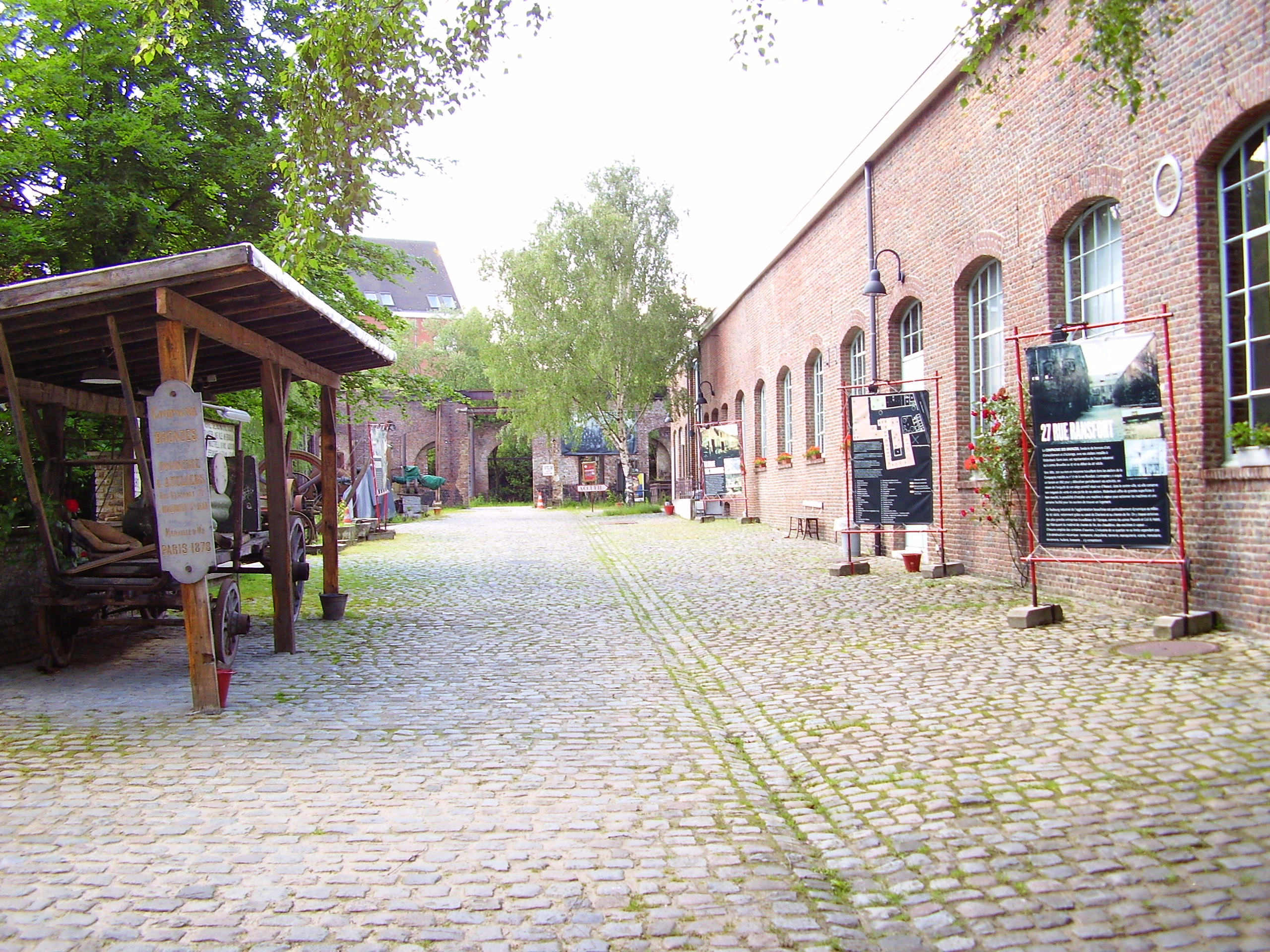
A Fonderie
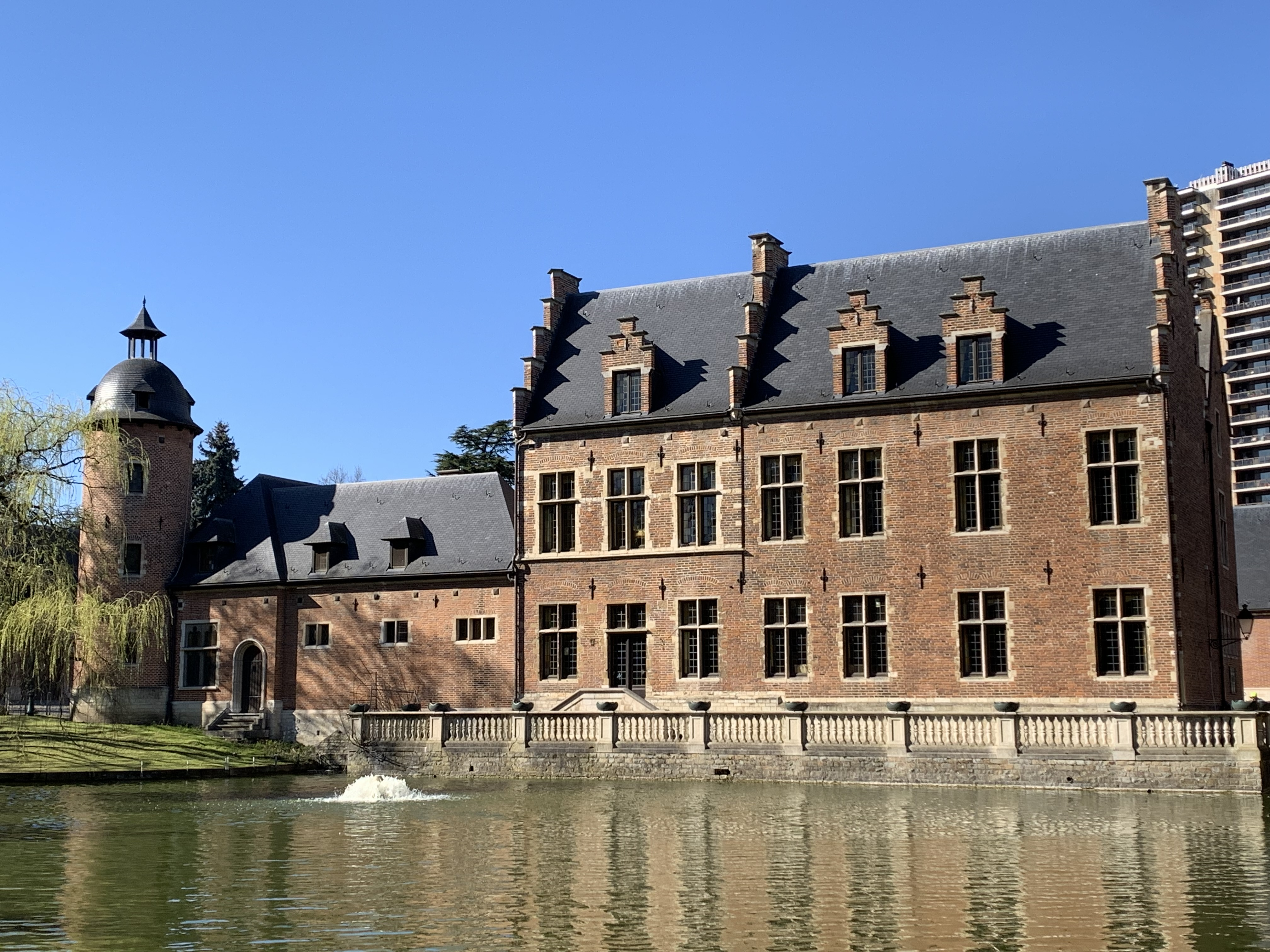
A Karreveld kastély
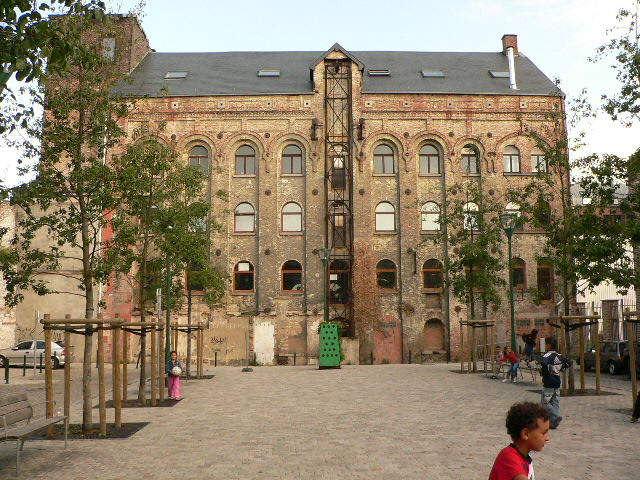
Darimont tér - egy felújítás előtt álló régi gyárépület
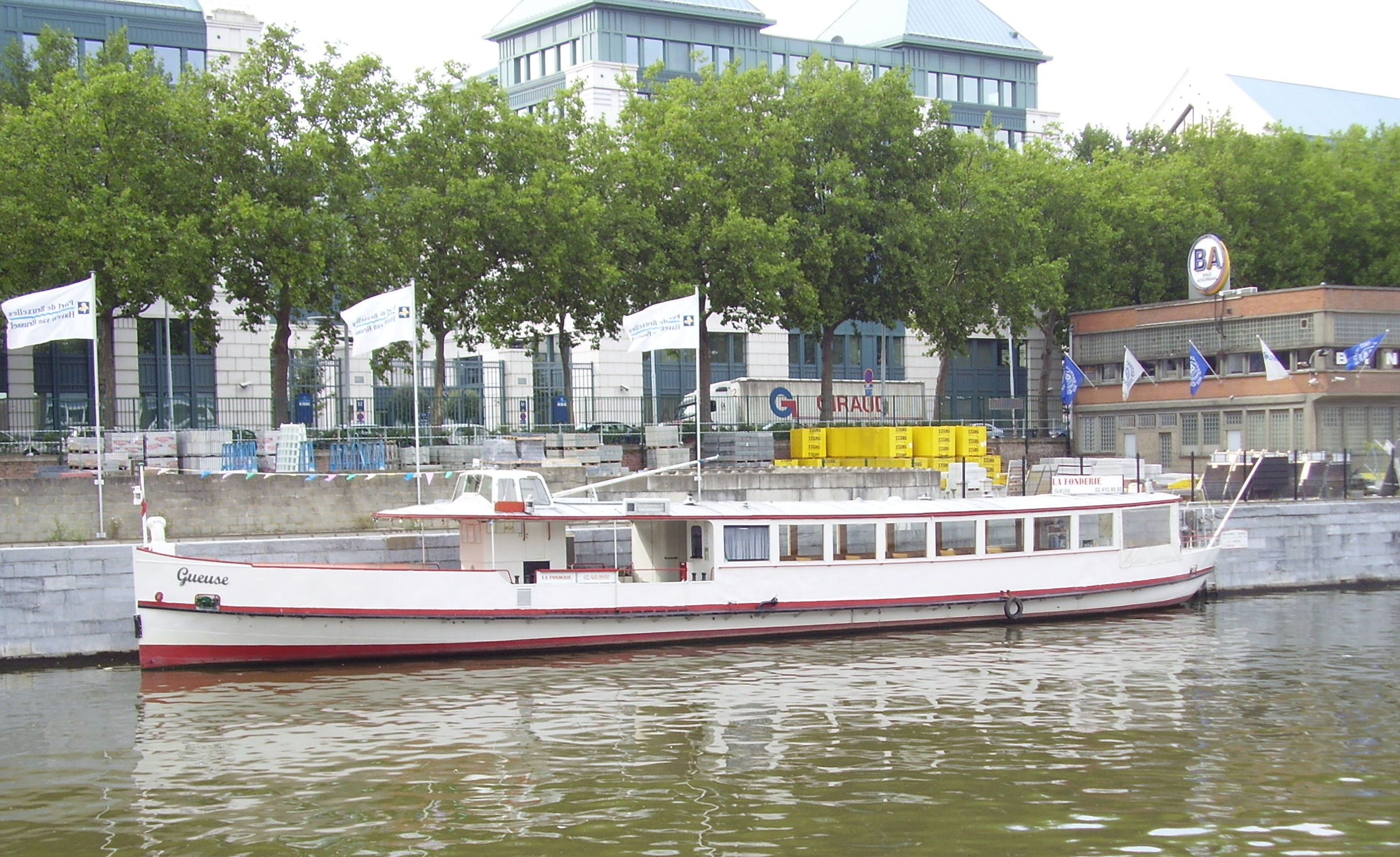
A La Gueuse sétahajó a Fonderie épületei előtt
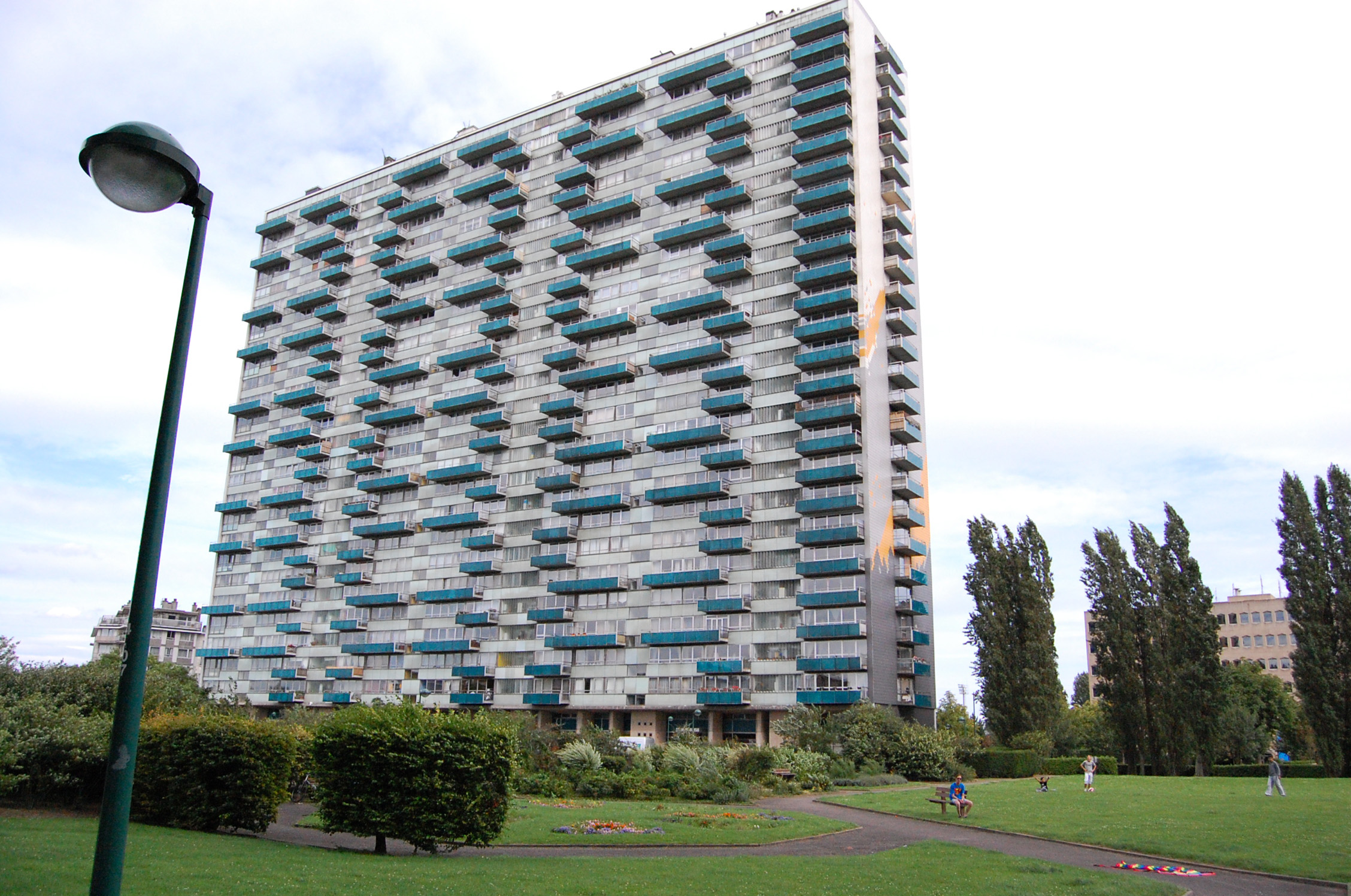
Molenbeeki toronyház (Tour L'Ecluse)